# Nicolò Cattaneo
Nicolò Cattaneo Della Volta  (ur. 18 lipca 1679 w Genui, zm. 5 lipca 1751 tamże) – polityk genueński.
Przez okres od 7 lutego 1736 do 7 maja 1738 roku Cattaneo pełnił urząd doży Genui.